# 阿兰·卡舍
阿兰·卡舍（法語：Alain Cacheux，1947年11月15日—2020年7月26日），法国政治人物，社会党党员，前国民议会议员。

## 生平
1947年生于北部省瓦朗謝訥。1971年6月加入社会党。1989年至1995年，担任北部省里尔市议会议员。1992年至1997年，担任北加莱海峡大区议会议员。1995年至2008年，担任里尔市副市长。1997年，当选第十一届国民议会议员。2007年，以50.6%的选票当选北部省第三选区第十三届国民议会议员。2010年，担任公共住房机构全国联合会主席。2012年，在北部省第五选区第十四届国民议会选举中输给人民運動聯盟候选人塞巴斯蒂安·于热。2020年7月26日因心脏病在里尔逝世。